# Canthon subcyaneaus
Canthon subcyaneaus är en skalbaggsart som beskrevs av Wilhelm Ferdinand Erichson 1848. Canthon subcyaneaus ingår i släktet Canthon och familjen bladhorningar. Inga underarter finns listade.